# Mahmud pasa tornya
Mahmud pasa tornya a mai I. kerület Hunfalvy utca 1. szám alatt, a budai várfalnak a Bécsi kaputól a Duna felé húzódó északkeleti szakaszán állt. 1669-ben épült, de a 19. század folyamán teljesen elpusztult, valószínűleg lebontották. A Magyar Nemzeti Múzeum őrzi vörösmárványből faragott török emléktábláját. A torony maradványai feltehetően a várfal alatti parkban vannak.